# کریسی ولینگتون
کریستین آن ولینگتون (متولد ۱۸ فوریه ۱۹۷۷) یک ورزشکار حرفه‌ای سه‌گانه انگلیسی و چهار بار قهرمان جهان سه‌گانه آیرونمن است. او هر سه رکورد جهانی و قهرمانی مربوط به مسابقات سه‌گانه آیرونمن را در اختیار داشت: اول، رکورد کلی جهان، دوم، رکورد مسابقات قهرمانی جهان آهنین (از سال ۲۰۰۹ تا زمانی که میریندا کارفره آن را در سال ۲۰۱۳ کاهش داد)، و سوم، رکورد رسمی جهانی. برای همه مسابقات سه‌گانه با نام تجاری آیرونمن در مسافت کامل آیرونمن.
او قهرمان جهان در سه سال متوالی (۲۰۰۷–۲۰۰۹) شد، اما به دلیل بیماری نتوانست مسابقه قهرمانی جهان را در سال ۲۰۱۰ آغاز کند، در حالی که از آسیب‌های شدیدی رنج می‌برد که مربی سابقش برت ساتون گفت: «حتی نباید در مسابقات حضور داشته باشد. خط شروع"  - در سال ۲۰۱۱ عنوان را دوباره به دست آورد. او اولین ورزشکار بریتانیایی است که در مسابقات قهرمانی جهانی آیرونمن شرکت کرد و در تمام سیزده مسابقه خود در مسافت آیرونمن شکست نخورد. او تنها ورزشکار سه‌گانه در بین مردان و زنان این رشته است که کمتر از یک سال پس از حرفه‌ای شدن، قهرمان جهانی شده است، دستاوردی که توسط فدراسیون ورزش سه‌گانه بریتانیا به عنوان یک شاهکار قابل توجه توصیف می‌شود که برای هر ورزشکاری تقریباً غیرممکن تلقی می‌شود 
او رکورد جهانی را در هر سه مورد (۲۰۰۹–۲۰۱۱) شکست. او در مسابقه چلنج روث (که قبلاً کوئل چلنج روث نام داشت) در روث بای نورنبرگ در بایرن، آلمان مسابقه داد. رکورد ۸ ساعت و ۱۸ دقیقه و ۱۳ ثانیه او بیش از ۳۲ دقیقه سریعتر از رکوردی است که از سال ۱۹۹۴ تا ۲۰۰۸ باقی مانده بود، زمانی که ایون ون ولرکن آن را کمی بیش از ۵ دقیقه شکست. پس از رکورد جهانی او در سال ۲۰۱۰، مربی سابق او، برت ساتن، ولینگتون را به عنوان "فردی با برتری واقعی ورزشی بین‌المللی که تحت‌الشعاع هیچ‌کس در هیچ ورزش دیگری قرار نمی‌گیرد" توصیف کرد.  رکورد او به مدت ۱۲ سال باقی ماند تا اینکه دانیلا ریف این رکورد را در ۸ ساعت ۸ دقیقه ۲۱ ثانیه در ژوئن ۲۰۲۳ شکست. 
رکورد کورس پائولا نیوبی فریزر در مسابقات قهرمانی جهان آهنین به مدت ۱۷ سال پابرجا بود تا اینکه ولینگتون در سال ۲۰۰۹ آن را شکست. ولینگتون در زمان بازنشستگی خود، چهار تا از سریعترین زمان‌های ثبت شده توسط زن را در مسافت آیرونمن ثبت کرد و بیشترین رکورد را در زیر ۹ ساعت داشت. علاوه بر عناوینی که در مسابقات آیرونمن کسب کرد، او همچنین در سال ۲۰۰۶ اتحادیه جهانی ورزش سه‌گانه (آتی‌یو) قهرمان گروه سنی جهان و قهرمان جهان مسافت طولانی اتحادیه جهانی ورزش سه‌گانه در سال ۲۰۰۸ بود.
ولینگتون قبل از تبدیل شدن به یک ورزشکار حرفه ای سه‌گانه، برای دولت بریتانیا به عنوان مشاور توسعه بین‌المللی و برای بازسازی روستایی نپال در پروژه‌های توسعه در نپال کار می‌کرد. توسعه بین‌المللی همچنان یکی از علایق اوست. او فعالانه در حمایت از خیریه‌های مرتبط با توسعه بین‌المللی و حمایت و تشویق زنان و دختران به ورزش مشارکت دارد.
او پس از ملاقات با والدین جان بلیز در اولین مسابقات قهرمانی جهانی خود، سفیر بنیاد بلیزمن شد و از آن زمان در خط پایان تمام مسابقات سه‌گانه‌اش، «بلیزمن رول» را به یاد او اجرا کرد.  او برای برابری کامل زنان در جوایز، حمایت مالی و گزارش رسانه‌های ورزشی، و فرصت‌های برابر، به‌ویژه در دوچرخه‌سواری، تلاش می‌کند تا زنان بتوانند با شرایط مشابه و در مسافت‌های مسابقه‌ای مشابه مردان رقابت کنند.  او یکی از اعضای بنیانگذار "له تور انتیر" (Le Tour Entier) بود که برای تور دو فرانس زنان و به‌طور کلی بهبود دوچرخه سواری زنان تلاش کرد.